# Friedrich Klippert
Friedrich Emil Heinrich Klippert (* 12. Juni 1862 in Bremen-Vegesack; † 12. Oktober 1934 in Bremen) war ein deutscher Unternehmer und der erste Direktor der Bremen-Vegesacker Fischerei-Gesellschaft.

## Biografie
Klippert kam als drittes von neun Kindern seiner Eltern Gustav und Clementine zur Welt, die aus Fritzlar nach Vegesack gekommen waren. Nach seiner Ausbildung auf der Realschule und einer kaufmännischen Lehre war Klippert zuerst als Buchhalter in Bremen tätig. 1895 wurde die Bremen-Vegesacker-Fischerei-Gesellschaft gegründet, um den Umschlag im Vegesacker Hafen wieder zu beleben. Dieser hatte sich durch die Weserkorrektion in den Bremer Hafen stromaufwärts verlagert.  Als erster Direktor der neu gegründeten Gesellschaft leitete er den Heringsfang mit den dafür verwendeten Heringsloggern. Seine Firma betrieb die Herstellung von Tonnen, Kisten, Netzen und anderem Zubehör für den Heringsfang. Unter seiner Leitung wuchs die Firma zu einem der größten deutschen Fischereiunternehmen, wobei er die Zahl der eingesetzten Logger von 4 (1895) auf 41 (1914) steigern konnte. Die Firma wird ausgebaut, an das Eisenbahnnetz angeschlossen und Kühlhäuser erweitert. Ab 1907 kaufte Klippert auf eigene Rechnung Wohnhäuser, die er den Arbeitern und Angestellten des Unternehmens zur Verfügung stellte.
Die schweren Krisenjahre des Ersten Weltkrieges, während derer der Fangbetrieb ruhte, überstand Klippert mit Hilfe des Deutschen Reiches.
Klippert starb etwa 10 Monate nach seiner Frau Henriette, mit der er drei Kinder hatte. Er wurde auf dem Vegesacker Friedhof beerdigt. Das von ihm aufgebaute Unternehmen, das er fast 40 Jahre leitete, wurde später die größte Heringsfischereigesellschaft Europas.

## Ehrungen
- Die Friedrich-Klippert-Straße wurde nach ihm benannt. Sie verläuft direkt am Vegesacker Hafen.